# جيولا إيليك
جيولا إيليك (بالمجرية: Elek Gyula)‏ (20 فبراير 1932  - 23 مايو 2012  ) لاعب كرة قدم مجري ومدرب وشخصية بارزة في نادي فيرينتسفاروشي. 

## الإنجازات
- البطولة الوطنية المجرية للسيدات :
  - الفائز : 1966 ، 1968 ، 1969 ، 1971
- كأس المجر لكرة اليد للسيدات :
  - الفائز : 1967 ، 1968 ، 1970 ، 1972
- دوري أبطال أوروبا لكرة اليد للسيدات :
  - النهائي : 1971
- كأس أبطال الكؤوس الأوروبية لكرة اليد للسيدات :
  - الفائز : 1978
  - النهائي : 1979